# Parananomantis brevis
Parananomantis brevis är en bönsyrseart som beskrevs av Mukherjee 1995. Parananomantis brevis ingår i släktet Parananomantis och familjen Iridopterygidae. Inga underarter finns listade i Catalogue of Life.